# Buenos Aires-Ezeiza flygplats
Buenos Aires-Ezeiza internationella flygplats – Ministro Pistarini (spanska: Aeropuerto Internacional de Buenos Aires-Ezeiza – Ministro Pistarini) är en flygplats i provinsen Buenos Aires 27 km sydväst om huvudstaden Buenos Aires i Argentina. Flyg trafikerar bl.a. till Europa och Amsterdam, Frankfurt, London, Madrid, Paris och Rom.

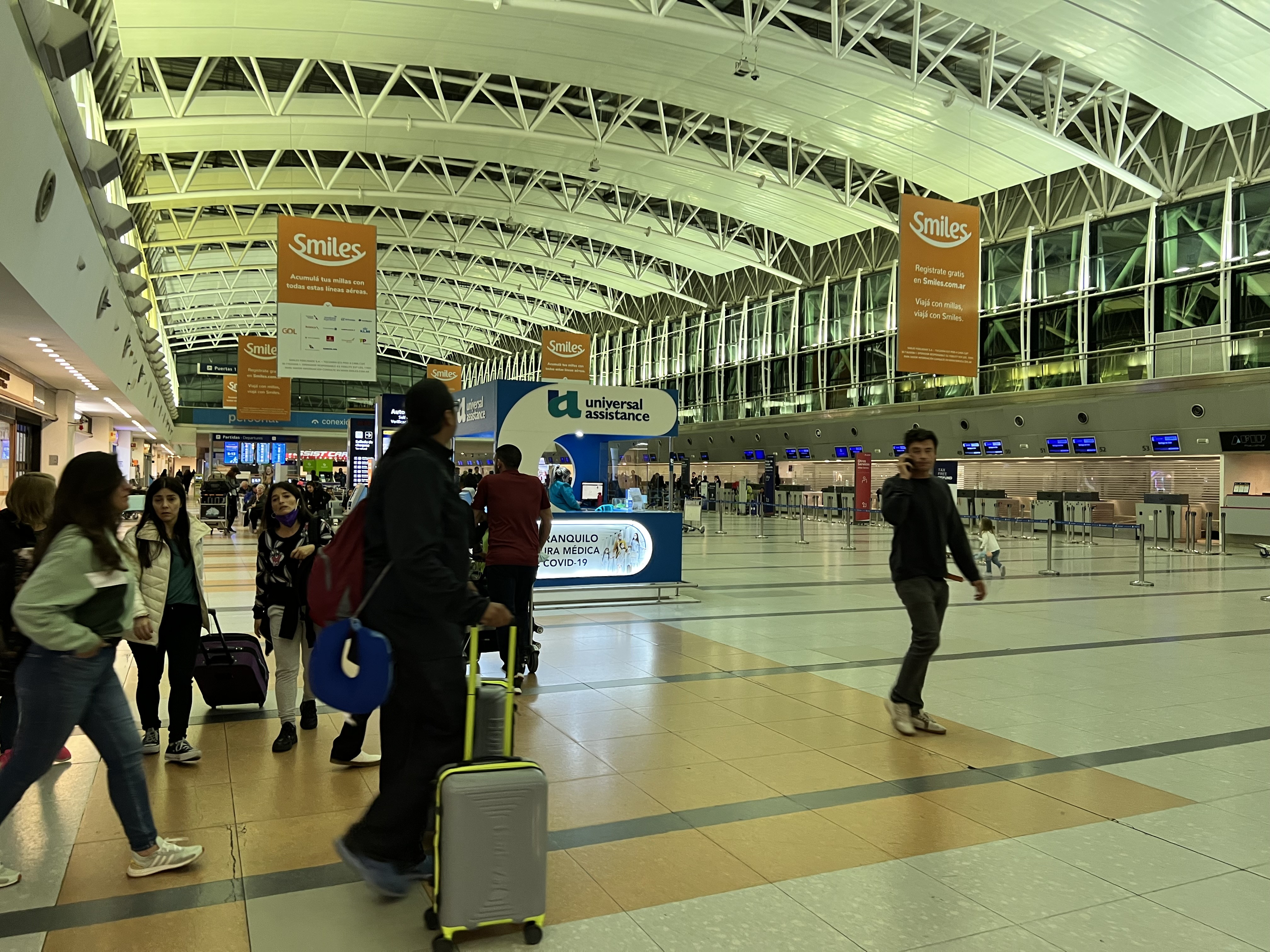
Terminal A
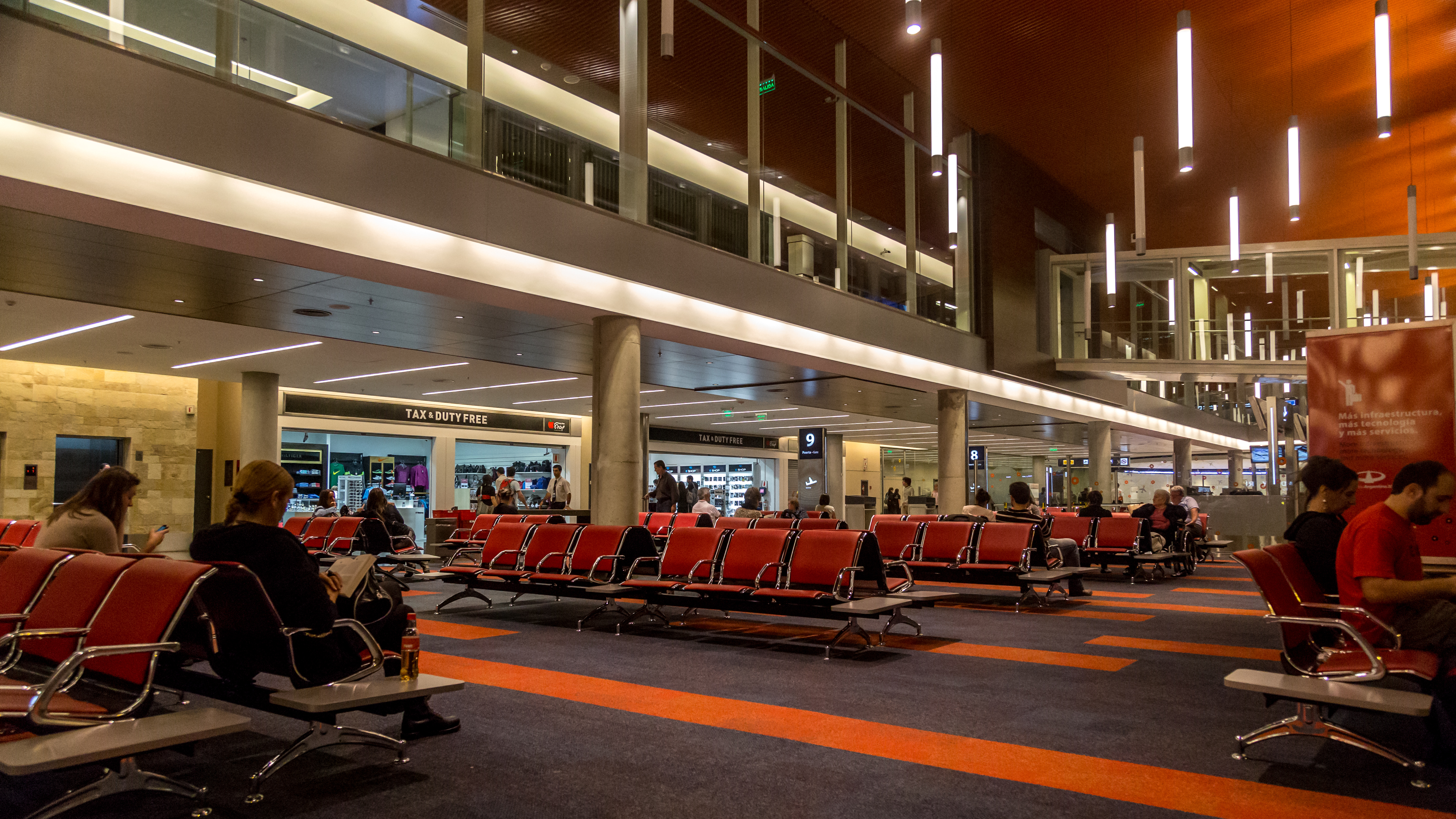
Terminal B
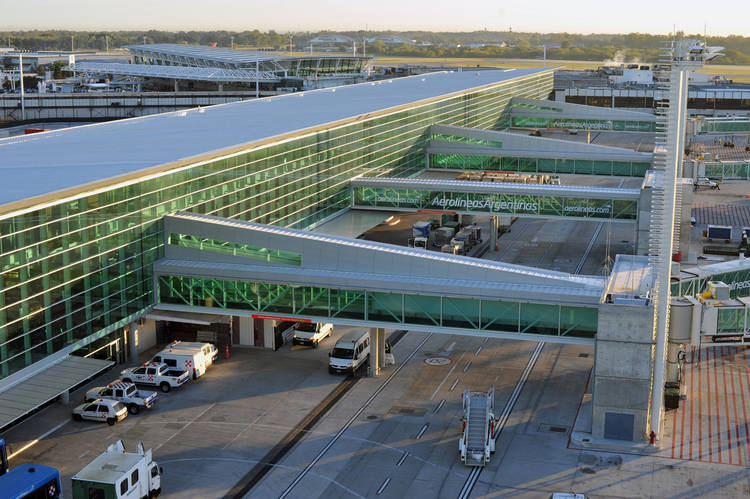

Flygplatsen ligger 20 meter över havet. Arean är 3 475 kvadratkilometer. Terrängen runt flygplatsen är mycket platt. Runt flygplatsen är det mycket tätbefolkat, med 2 103 invånare per kvadratkilometer.. Närmaste större samhälle är Banfield, 14,8 km nordost om flygplatsen.
Runt flygplatsen är det i huvudsak tätbebyggt.